# La Almolda
La Almolda (L'Almolda en aragonès) és un municipi d'Aragó situat a la província de Saragossa i enquadrat a la comarca dels Monegres. En el nucli urbà es pot visitar l'antic castell àrab que data almenys de 1150 i diverses cases d'infants, així com dues esglésies i tres capelles.